# Martina Carraro
Martina Carraro (Genua, 21 juni 1993) is een Italiaanse zwemster. Ze vertegenwoordigde haar vaderland op de Olympische Zomerspelen 2016 in Rio de Janeiro.

## Carrière
Bij haar internationale debuut, op de wereldkampioenschappen zwemmen 2009 in Rome, werd Carraro uitgeschakeld in de series van de 50 meter schoolslag.
Het duurde vervolgens zes jaar voordat de Italiaanse opnieuw geselecteerd werd voor deelname aan een groot toernooi. Tijdens de wereldkampioenschappen zwemmen 2015 in Kazan strandde ze in de halve finales van de 50 meter schoolslag. Op de Europese kampioenschappen kortebaanzwemmen 2015 in Netanja eindigde ze als zevende op de 50 meter schoolslag en als achtste op de 100 meter schoolslag. Op de 4×50 meter wisselslag legde ze samen met Elena Gemo, Silvia di Pietro en Erika Ferraioli beslag op de bronzen medaille.
In Londen nam Carraro deel aan de Europese kampioenschappen zwemmen 2016. Op dit toernooi eindigde ze als vijfde op de 100 meter schoolslag, daarnaast werd ze, na een swim-off, uitgeschakeld in de halve finales van de 50 meter schoolslag. Samen met Carlotta Zofkova, Ilaria Bianchi en Erika Ferraioli sleepte ze de zilveren medaille in de wacht op de 4×100 meter wisselslag. Tijdens de Olympische Zomerspelen van 2016 in Rio de Janeiro strandde de Italiaanse in de series van de 100 meter schoolslag. Op de wereldkampioenschappen kortebaanzwemmen 2016 in Windsor werd ze uitgeschakeld in de halve finales van zowel de 50 als de 100 meter schoolslag. Op de 4×50 meter wisselslag behaalde ze samen met Silvia Scalia, Silvia di Pietro en Erika Ferraioli de zilveren medaille, samen met Silvia Scalia, Silvia di Pietro en Federica Pellegrini eindigde ze als zevende op de 4×100 meter wisselslag.
In Boedapest nam Carraro deel aan de wereldkampioenschappen zwemmen 2017. Op dit toernooi strandde ze in de halve finales van de 50 meter schoolslag en in de series van de 100 meter schoolslag. Tijdens de Europese kampioenschappen kortebaanzwemmen 2017 in Kopenhagen werd de Italiaanse uitgeschakeld in de halve finales van zowel de 50 als de 100 meter schoolslag.
Op de Europese kampioenschappen zwemmen 2018 in Glasgow eindigde ze als zesde op de 50 meter schoolslag en als zevende op de 100 meter schoolslag. Op de 4×100 meter wisselslag zwom ze samen met Carlotta Zofkova, Ilaria Bianchi en Giada Galizi in de series, in de finale eindigde Zofkova samen met Arianna Castiglioni, Elena di Liddo en Federica Pellegrini op de vierde plaats. In Hangzhou nam Carraro deel aan de wereldkampioenschappen kortebaanzwemmen 2018. Op dit toernooi veroverde ze de bronzen medaille op de 50 meter schoolslag, daarnaast eindigde ze als vierde op de 100 meter schoolslag. Samen met Margeritha Panziera, Elena di Liddo en Federica Pellegrini sleepte ze de bronzen medaille in de wacht op de 4×100 meter wisselslag.
Tijdens de wereldkampioenschappen zwemmen 2019 in Gwangju behaalde de Italiaanse de bronzen medaille op de 100 meter schoolslag, daarnaast eindigde ze als vierde op de 50 meter schoolslag en strandde ze in de series van de 200 meter schoolslag. Op de 4×100 meter wisselslag eindigde ze samen met Margeritha Panziera, Elena di Liddo en Federica Pellegrini op de vierde plaats.

## Internationale toernooien
| Jaar | Olympische Spelen   | WK langebaan                                                                     | WK kortebaan                                                                       | EK langebaan                                                                           | EK kortebaan                                              |
| ---- | ------------------- | -------------------------------------------------------------------------------- | ---------------------------------------------------------------------------------- | -------------------------------------------------------------------------------------- | --------------------------------------------------------- |
| 2009 |                     | 37e 50m schoolslag                                                               |                                                                                    |                                                                                        | geen deelname                                             |
| 2010 |                     |                                                                                  | geen deelname                                                                      | geen deelname                                                                          | geen deelname                                             |
| 2011 |                     | geen deelname                                                                    |                                                                                    |                                                                                        | geen deelname                                             |
| 2012 | geen deelname       |                                                                                  | geen deelname                                                                      | geen deelname                                                                          | geen deelname                                             |
| 2013 |                     | geen deelname                                                                    |                                                                                    |                                                                                        | geen deelname                                             |
| 2014 |                     |                                                                                  | geen deelname                                                                      | geen deelname                                                                          |                                                           |
| 2015 |                     | 13e 50m schoolslag                                                               |                                                                                    |                                                                                        | 7e 50m schoolslag · 8e 100m schoolslag · 4×50m wisselslag |
| 2016 | 20e 100m schoolslag |                                                                                  | 12e 50m schoolslag · 16e 100m schoolslag · 4×50m wisselslag · 7e 4×100m wisselslag | 9e 50m schoolslag · 5e 100m schoolslag · 4×100m wisselslag                             |                                                           |
| 2017 |                     | 16e 50m schoolslag 22e 100m schoolslag                                           |                                                                                    |                                                                                        | 11e 50m schoolslag 9e 100m schoolslag                     |
| 2018 |                     |                                                                                  | 50m schoolslag · 4e 100m schoolslag · 4×100m wisselslag                            | 6e 50m schoolslag 7e 100m schoolslag 4e 4×100m wisselslag Carraro zwom enkel de series |                                                           |
| 2019 |                     | 4e 50m schoolslag · 100m schoolslag · 18e 200m schoolslag · 4e 4×100m wisselslag |                                                                                    |                                                                                        | 4-8 december                                              |

## Persoonlijke records
Bijgewerkt tot en met 27 juli 2019
Kortebaan
| Afstand         | Tijd    | Datum            | Plaats   |
| --------------- | ------- | ---------------- | -------- |
| 50m schoolslag  | 29,59   | 13 december 2018 | Hangzhou |
| 100m schoolslag | 1.04,73 | 15 december 2018 | Hangzhou |
| 200m schoolslag | 2.22,71 | 7 april 2019     | Riccione |

Langebaan
| Afstand         | Tijd    | Datum        | Plaats   |
| --------------- | ------- | ------------ | -------- |
| 50m schoolslag  | 30,23   | 27 juli 2019 | Gwangju  |
| 100m schoolslag | 1.06,36 | 23 juli 2019 | Gwangju  |
| 200m schoolslag | 2.25,96 | 3 april 2019 | Riccione |